# Pilar

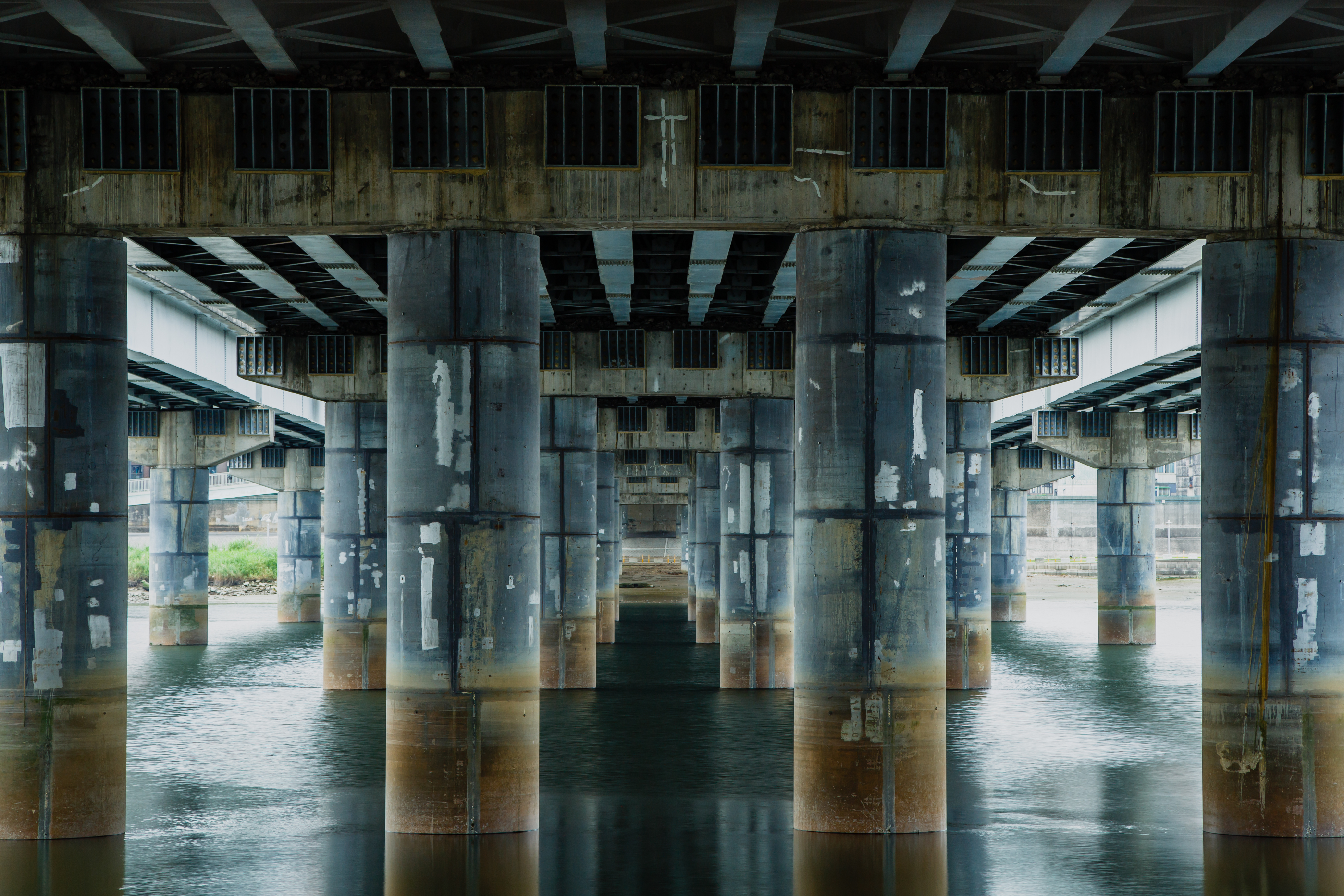
Pilares da ponte Taipé, ligando Taipé ao distrito de Sanchong, em Nova Taipé, em Taiwan.

Um pilar é um elemento estrutural vertical usado normalmente para receber os esforços diagonais de uma edificação e transferi-los para outros elementos, como as fundações. Costuma estar associado ao sistema laje-viga-pilar.
A palavra pode ser usada como sinônimo para coluna, embora esta tenha um significado próprio. Além disso, cotidianamente costuma-se diferenciá-los pelo fuste: enquanto o pilar o possui quadrangular ou poligonal, nas colunas o fuste é arredondado. Esta definição, no entanto, não é adotada em todos os países de língua portuguesa.

## Cálculo estrutural
Na engenharia estrutural os pilares em concreto armado, são dimensionados a resistir a compressão e a flambagem. O concreto apesar de praticamente não resistir a esforços de tração, resiste razoavelmente bem a compressão, sendo que em várias oportunidades, como em residências e edificação pequenas, os pilares são armados com a ferragem mínima exigida pelas normas. Os pilares de concreto também devem receber uma armadura transversal que sirva de apoio a armadura longitudinal para a concretagem e que evite a flambagem do pilar, quando este estiver com carga estrutural.
Existem vários tipos de cálculos para a determinação da armadura necessária para armar um pilar. Tais métodos foram desenvolvidos antes da popularização da informática, onde a estimativa para o dimensionamento eram feitos por métodos de aproximação.